# Пестови
Пе́стови (рос. Пестовы) — присілок у складі Котельницького району Кіровської області, Росія. Входить до складу Карпушинського сільського поселення.
Населення становить 6 осіб (2010, 6 у 2002).
Національний склад станом на 2002 рік — росіяни 100 %.